# Mensträsk
Mensträsk uttal (fil) är en by i Norsjö kommun i Västerbottens län.
År 1943 invigdes linbanan Kristineberg-Boliden och en av drivstationerna placerades i Mensträsk. År 1987 lades linbanan ner, men 1989 så öppnades en 13,6 km lång sträcka mellan Mensträsk och Örträsk för persontrafik. 
Förleden i byanamnet kommer från pitesamiska och betyder "nyfödd renkalv". Mensträsk betyder således "Den nyfödda renkalvens sjö".

## Historia
Den förste nybyggaren i byn hette Olof Jonsson. Hans bosättning insynades av lantmäteriet år 1777. Sedan följde insyning och avstyckning av nybyggena Mensträsk 2 (Södra Mensträsk) 1779 och Mensträsk 3 (1802).
Under sin första tid var Mensträsk den västligaste utposten i Skellefteå socken. Från och med 1811 tillhör byn Norsjö socken och kommun, först som en bosättning i Norsjö kapellförsamling och sedan 1850 ingående i den helt självständiga nya socknen.
År 1948 uppnådde byn sitt högsta invånarantal. Sammanlagt 148 personer var då kyrkobokförda i Mensträsk. Sedan har invånarantalet varit i stadigt sjunkande och uppgår idag (2010) till knappt 30 om även Södra Mensträsk och Nyland räknas in. Ännu så sent som i mitten av 1950-talet fanns två livsmedelsaffärer och en manufakturaffär i byn. Nyåret 1965 slog Konsum igen. Den andra livsmedelsbutiken hade då varit borta i nära tio år. Med butiksinnehavarens död 1969 upphörde även manufakturaffären.
Postkontor fanns i Mensträsk fram till sommaren 1973 då det ersattes med lantbrevbäring. Med läsårets avslutning i juni 1971 var det även slut med skolan. Den hade då funnits länge i byn och 1934 flyttat in i det skolhus som alltjämt finns kvar och idag fungerar som samlingslokal och gemensamt aktivitetshus för byn, administrerat av Mensträsks Byaförening. Sin sista blomstring upplevde skolan under nybyggnationen av kraftstationen i Gallejaur. Läsåret 1963/64 fanns 66 elever i skolan fördelade mellan årskurserna 1 och 6. Årskurs 7 i den dåvarande folkskolan fanns i Mensträsks skola till och med läsåret 1959/60. Efter det att Gallejaur byggts färdigt gick det raskt utför med elevantalet och från och med höstterminen 1971 hänvisades eleverna från Mensträsk med omnejd till skolan i Norsjövallen.
Under många år kämpade mensträskborna för att få bättre vägförbindelser och även elektrisk gatubelysning. Båda dessa nyttigheter kom till Mensträsk 1984 då såväl landsvägen till Norsjö som byvägen asfalterades, samtidigt som gatubelysningen tändes. Elektricitet fick byn redan 1942, men först 42 år senare fick således mensträskborna njuta av en upplyst byväg.

## Samhället
Längs den tre kilometer långa byvägen som leder från huvudvägen ända bort till Bäckerudden ligger hus som smälter in i landskapet. Från en stor del av vägen har man utsikt mot den sjö som gett byn dess namn. De flesta husen används som fritidshus av sina utflyttade ägare och sommartid liksom under storhelger är byn full av folk. Till detta ska läggas det tillskott av tillfälliga invånare som stuguthyrningen på Bäckerudden bidrar med.

## Näringsliv
Jord- och skogsbruk har varit mensträskbornas huvudnäringar kompletterade med fiske och jakt på olika villebråd. Under 1920-talet upptäcktes mineralfyndigheter i Mensträsk liksom överallt annars i norra Västerbotten (Skelleftefältet). Gruvdrift pågick fram till 1948 och den ståtliga gruvlaven på Bäckerudden erinrar om den tiden liksom linbanan. 
Invånarna får idag sin utkomst inom gruvnäringen, social omsorg, statlig myndighet eller den kommunala äldreomsorgen. Turism ger numera liv och rörelse åt byn under sommaren.

## Linbanan
Linbanan Kristineberg-Boliden byggdes under andra världskriget och invigdes 1943. Den blev världens hittills längsta, och transporterade malm i stora järnkorgar från Kristineberg till Boliden för vidare befordran till smältverket i Skelleftehamn. Den 96 km långa transportleden klarade dock med tiden inte att konkurrera med lastbil och lades ner 1987.
År 1989 återinvigdes linbanedelen Mensträsk - Örträsk i form av en turistlinbana. De 13,6 kilometerna avverkas på två timmar.